# اندی پلی کارپو
اندی پلی کارپو (انگلیسی: Andy Polycarpou؛ زادهٔ ۱۲ اوت ۱۹۵۸) بازیکن فوتبال اهل بریتانیا است.
از باشگاه‌هایی که در آن بازی کرده‌است می‌توان به باشگاه فوتبال کمبریج یونایتد اشاره کرد.